# Przewóz (województwo kujawsko-pomorskie)
Przewóz (niem. Überfahrt) – wieś w Polsce, położona w województwie kujawsko-pomorskim, w powiecie radziejowskim, w gminie Piotrków Kujawski.

## Podział administracyjny
W latach 1975–1998 miejscowość położona była w województwie włocławskim. Wieś sołecka – zobacz jednostki pomocnicze gminy Piotrków Kujawski w BIP.

## Demografia
Według Narodowego Spisu Powszechnego (III 2011 r.) liczyła 219 mieszkańców. 
Jest dziewiątą co do wielkości miejscowością gminy Piotrków Kujawski.